# 반딧불게르치
반딧불게르치(Acropoma japonicum)는 주걱치목 반딧불게르치과에 속하는 어류이다. 전체적인 몸길이는 20cm로서 소형의 몸집을 가진 어종에 속한다.

## 특징과 먹이
반딧불게르치는 전체적으로 분홍색의 빛을 띄는 몸을 가지고 있다. 일본에서는 Hotarujalo(호타루자로)라는 이름으로도 불리는 종이다. 등지느러미는 2개로 분리되어 있으며 극조부와 연조부의 높이와 길이가 비슷하고 배쪽은 흰색을 띈다. 가슴지느러미는 배쪽으로 치우쳐져 있으며 비교적 길지만 뒷지느러미의 기부에는 못 미친다. 좌·우 배지느러미 사이에 항문이 위치하며 항문 주변은 흰색을 띈다.
발광 기관을 가진 어종으로서 발광 기관은 2개의 빛을 내는 기관으로 구성되어 있고 머리에서부터 꼬리지느러미의 기저까지 배쪽 정중앙선을 따라 수많은 발광 기관이 흩어져서 분포한다. 복부 근육에 있는 광포자는 흉곽에서 항문을 지나는데 이것들은 물고기의 머리에서 가장 가까운 끝에 연결되어 있다. 낙엽성의 큰 비늘에는 크고 약한 솜털이 나 있으며 떨어지기 쉬운 성질을 가진다.
몸은 적당히 길고 압축된 형태를 가지고 있다. 야광배의 등지느러미에는 앞쪽에 9개의 가시가 존재하며 뒤쪽에 10개의 부드러운 광선이 존재하는 반면 항문지느러미는 3개의 가시와 7개의 부드러운 광선이 존재한다. 각 지느러미는 무색 투명하거나 드물게 황색을 띠는 경우가 있으며 꼬리지느러미만이 연한 분홍색을 띤다. 뒷지느러미에 존재하는 기저의 길이는 매우 짧다. 아래턱이 위턱보다 돌출되어 있고 위턱의 뒤끝은 눈의 앞가장자리를 조금 지난다. 꼬리지느러미는 가운데가 적당히 패여 있는 형태를 가진다.
양턱에는 작지만 날카로운 이빨들이 1줄 나 있고 위턱과 아래턱의 앞에는 1쌍씩의 날카로운 송곳니가 나 있다. 먹이로는 새우와 크릴과 같은 작은 요각류, 작은 물고기, 오징어를 주로 잡아먹고 사는 육식성의 물고기에 속한다.

## 서식지 및 산란기와 어획
반딧불게르치의 주요한 서식지는 서부 태평양에서 인도양으로 동아프리카를 시작으로 오스트레일리아 북부, 필리핀, 대한민국의 남해, 일본 남부, 대만, 동중국해, 아라푸라해에 이르는 곳에 광범위하게 분포한다. 수심 100~500m로 이뤄진 대륙사면과 진흙으로 이뤄진 곳에서 주로 서식하는 심해어이다.
산란기는 북반구에서 가을에 해당하는 9월인데 산란기에 수컷의 수정을 받은 암컷은 분리부성란의 알을 산란한다. 또한 반딧불게르치는 포식성 물고기의 짧은 수명 주기로 보이는 특이한 종으로서 어린 물고기는 번식기가 끝나면 정착하기 시작하고 다음 번식기가 시작될 때 쯤에 성적으로 성숙한다. 번식기가 진행됨에 따라 수컷의 몸 상태가 악화되고 그 결과 암컷보다 사망률이 높다. 대부분의 물고기들은 첫 번식기 이후에는 살아남지 못하고 암컷들이 더 나이든 계층을 지배한다. 나이들은 개체는 더 깊은 심해로 이주할 수도 있다.
반딧불게르치는 식용으로도 이용이 되는 어종이며 주로 저층 트롤어업에 의해서 어업된다. 반딧불게르치가 식용으로 이용될 때는 주로 어묵으로 많이 먹으며 그외에 생선으로도 식용이 된다.

## 같이 보기
- 주걱치목
- 반딧불게르치과